# 利皮
48°43′4″N 27°2′21″E / 48.71778°N 27.03917°E
利皮（烏克蘭語：Липи），是烏克蘭的村落，位於該國西部赫梅利尼茨基州，由卡緬涅茨-波多利斯基區負責管轄，面積0.49平方公里，2001年人口197，人口密度每平方公里402.86人。